# Kristian Kjelling
Kristian Cato Walby Kjelling, född 9 september 1980 i Oslo, är en norsk handbollstränare och tidigare handbollsspelare (vänsternia). Han spelade 159 landskamper och gjorde 615 mål för Norges landslag.

## Klubbar

### Som spelare
- Kjelsås IL (1987–1997)
- Vestli IL (1997–1998)
- Drammen HK (1998–2001)
- CB Ademar León (2001–2006)
- Portland San Antonio (2006–2009)
- Aalborg Håndbold (2009–2013)
- Bjerringbro-Silkeborg (2013–2015)
- Drammen HK (2015–2016)

### Som tränare
- Drammen HK (2016–)